# Girolando
El Girolando es una raza de ganado originalmente creada en Brasil, que resulta del cruce entre la raza Friesland-Holstein (Bos primigenius taurus ) y la raza Gyr (Bos Bos primigenius indicus). Las proporciones de Holstein y Gyr, en el Girolando pueden pasar por varios grados de sangre, sin embargo, la orientación de los apareamientos busca fijar el patrón racial en el grado 5/8 Holstein + 3/8 Gyr, con el objetivo de estandarizar esta raza. El cruzamiento selectivo provoca que en el Girolando, se asocien la elevada capacidad de producción de leche del ganado Holstein con la rusticidad de raza y el cierto temperamento lechero del Gyr, de manera que la raza resultante pueda producir leche de manera rentable en zonas tropicales y subtropicales.

## Historia
En Brasil durante la década de 1940 aparecen los primeros cruces entre las razas Gyr y Holstein, no se puede precisar si fueron espontáneos o ideados por parte de criadores que experimentaban con sus reses. El fruto de esta mezcla tenía una buena productividad lechera y un satisfactorio rendimiento de carne, además otra aptitud era que era capaz de adaptarse de manera favorable al medio tropical. Pronto sus cualidades hicieron conocido a este ganado que se multiplicó en los hatos brasileños de manera desordenada y acelerada, lo cual causó que cierta en cantidad de ejemplares no consiguieran las características deseadas de sus progenitores o que las consiguieran de manera aleatoria debido a que en tantos cruces la raza no era estabilizada. 
Para superar este desafío, se creó en 1978 el Programa de Cruce Dirigido (PROCRUZA) para seleccionar ganado de leche y de corte en todos los grados de sangre. En 1989, Ministerio de Agricultura de Brasil junto con Asociación de los Criadores Ganaderos de Leche del Triángulo Mineiro y Alto Paranaíba (ASSOLEITE) comenzaron a conducir el programa de formación de la raza Girolando, para que se cumplan con el requisito de ser 5/8 de sangre Holando y 3/8 de sangre Gyr. El 1 de febrero de 1996, la raza Girolando es reconocida por el  Ministerio de Agricultura de Brasil y ASSOLEITE pasó a ser llamada Asociación Brasileña de Criadores de Girolando (GIROLANDO), con sede en Uberaba, Minas Gerais, Brasil. La raza se ha extendido por las regiones tropicales de América y otras asociaciones de criadores se han formado en diversos.